# Кодекс (справочно-правовая система)
Электронные системы «Кодекс» — справочные системы для бухгалтеров, юристов, кадровиков, специалистов в области медицины и здравоохранения, а также руководителей малого бизнеса. Относятся к типу справочно-правовых систем. В электронном фонде «Кодекса» содержится более 12 миллионов документов. По данным на 2014 год у систем «Кодекс» 198 дистрибьюторов в 135 городах.

## История
Первая версия системы для DOS была выпущена в декабре 1991 и представляла собой программный комплекс и базы данных с документами.
В 1995 году появилась версия «Кодекса» для Microsoft Windows 95. В этом варианте системы появились первые признаки единого информационного пространства: поиск по всем базам системы и гиперссылки на документы. В 1996 году появилась первая тематическая система — «Помощник Бухгалтера». Год спустя она победила на конкурсе «Бизнес-Софт’97».
В 1998 создана система для технических специалистов «Стройэксперт-Кодекс», которая впоследствии стала родоначальником систем под брендом «Техэксперт».
В 1999 году «Кодекс» разработал систему для юристов, включающую в базы материалы судебной и арбитражной практики. В 2002 году компания выпустила продукт «Кодекс: Обучение» для средних и высших учебных заведений, учебных центров и курсов повышения квалификации.
В 2009 году вышла версия всех систем под Linux, появилась новая система «Медицина и здравоохранение». В 2014 году вышла специализированная система «Малый бизнес», в которую включены все документы, которые могут потребоваться предпринимателям этого уровня.

## Информация о системе
Система представляет собой электронный справочник правовых баз данных, с разделением по тематическому признаку, включающий:
- документы международного, федерального и регионального законодательства;
- законопроекты;
- документы органов судебной системы;
- комментарии, статьи и консультации по вопросам применения законодательства;
- справочную информацию: курсы валют, нормативы и цифровые показатели, регулируемые законодательством (МРОТ, ставки рефинансирования, ставки налогов, производственный календарь и т. д.);
- образцы и формы системы.

Помимо документации в системах большое количество сервисов и услуг, таких как сравнение редакций, обзор изменений, единую справочную систему, куда пользователи могут обратиться, связанным с работой систем и поиском документов, и многое другое.

## Достижения
- 7 апреля 2006 года ЗАО «Информационная компания „Кодекс“» по результатам открытого конкурса ВАС РФ выиграла государственный контракт на внедрение АИС «Судопроизводство» в арбитражных судах РФ.
- 17 октября 2008 года в конкурсе «Продукт года-2008» система «Помощник бухгалтера бюджетной организации» завоевала 2-е место в номинации «Бухгалтерское программное обеспечение»[7]